# Ornithischia
Ornithischia je izumrli red dinosaura biljoždera. Naziv Ornithischia je izveden od grčkih riječi ornitheos (ορνιθειος) što znači "ptica" i ischion (ισχιον) što znači "zdjelica". Prema tome, imali su zdjelicu sličnu ptičjoj. Živjeli su u krdima, te su bili brojniji od dinosaura iz reda Saurischia. 
Nadred dinosaura je 1887. Harry Seeley podijelio na dva podreda, Saurischia i Ornithischia. Ta je podjela opće prihvaćena među znanstvenicima. Temelji se na građi zdjelice, koja je kod dinosaura iz reda Ornitischia bila kao u ptica, a kod Saurischia je bila kao u gmazova. Zbunjujuće je to što su ptice zapravo potekle od vrsta sa zdjelicom kao kod gmazokukih (Saurischia).

## Taksonomija
- Red Ornithischia
  - Rod Eocursor
  - Rod Pisanosaurus
  - Porodica Fabrosauridae
  - Porodica Heterodontosauridae
    - Rod Heterodontosaur

  - Porodica Lesothosauridae
  - Podred Thyreophora
    - Porodica Scelidosauridae
    - Infrared Stegosauria
    - Infrared Ankylosauria

  - Podred Cerapoda
    - Infrared Ornithopoda
      - Porodica Hypsilophodontidae
      - Porodica Hadrosauridae

    - Infrared Pachycephalosauria
    - Infrared Ceratopsia

## Galerija
- Stegosaurus, najpoznatiji pripadnik Stegosauria
- Yamaceratops, pripadnik Ceratopsia
- Parasaurolophus, najpoznatiji pripadnik Ornithopoda
- Triceratops, najpoznatiji pripadnik Ceratopsia
- Stygimoloch spinifer, pripadnik Pachycephalosauria
- Edmontonia, pripadnik Ankylosauria